# 미미나시역
미미나시역(일본어: 耳成駅)은 일본 나라현 가시하라시에 위치한 긴키 닛폰 철도 오사카 선의 철도역이다. 역 번호는 D 40이며, 상대식 승강장 2면 2선의 구조를 갖춘 지상역이다.

## 타는 곳
| 1 | D 오사카 선 | 하행 | 하이바라 · 나바리 · 이세나카가와 · 이세시마 · 나고야 방면                   |
| 2 | D 오사카 선 | 상행 | 야마토야기 · 오사카우에혼마치 · 오사카난바 · 아마가사키 · 고베산노미야 방면 |

## 이용 현황
- 2005년 11월 8일 : 4,456
- 2008년 11월 18일 : 4,012
- 2010년 11월 9일 : 3,727
- 2012년 11월 13일 : 3,586
- 2015년 11월 10일 : 3,917

## 역 주변
- 긴테쓰 백화점 가시하라 점
- 가시하라 시청
- 긴키 닛폰 철도 가시하라 선 야기니시구치 역
- JR 서일본 사쿠라이 선 우네비역

## 인접 역
| 긴키 닛폰 철도 오사카 선             | 긴키 닛폰 철도 오사카 선 | 긴키 닛폰 철도 오사카 선       |
| ------------------------------------ | ------------------------ | ------------------------------ |
| D39 야마토야기 오사카우에혼마치 방면 | D 오사카 선              | 다이후쿠 D41 이세나카가와 방면 |